# Costifera
Costifera es un género de foraminífero bentónico de la subfamilia Costiferinae, de la familia Nubeculariidae, de la superfamilia Cornuspiroidea, del suborden Miliolina y del orden Miliolida. Su especie tipo es Costifera cylindria. Su rango cronoestratigráfico abarca el Noriense (Triásico superior).

## Discusión
Clasificaciones más recientes incluyen Costifera en la superfamilia Nubecularioidea.

## Clasificación
Costifera incluye a las siguientes especies:
- Costifera battagliensis †
- Costifera cylindria †
- Costifera primula †